# دانشگاه جانسون و ویلز

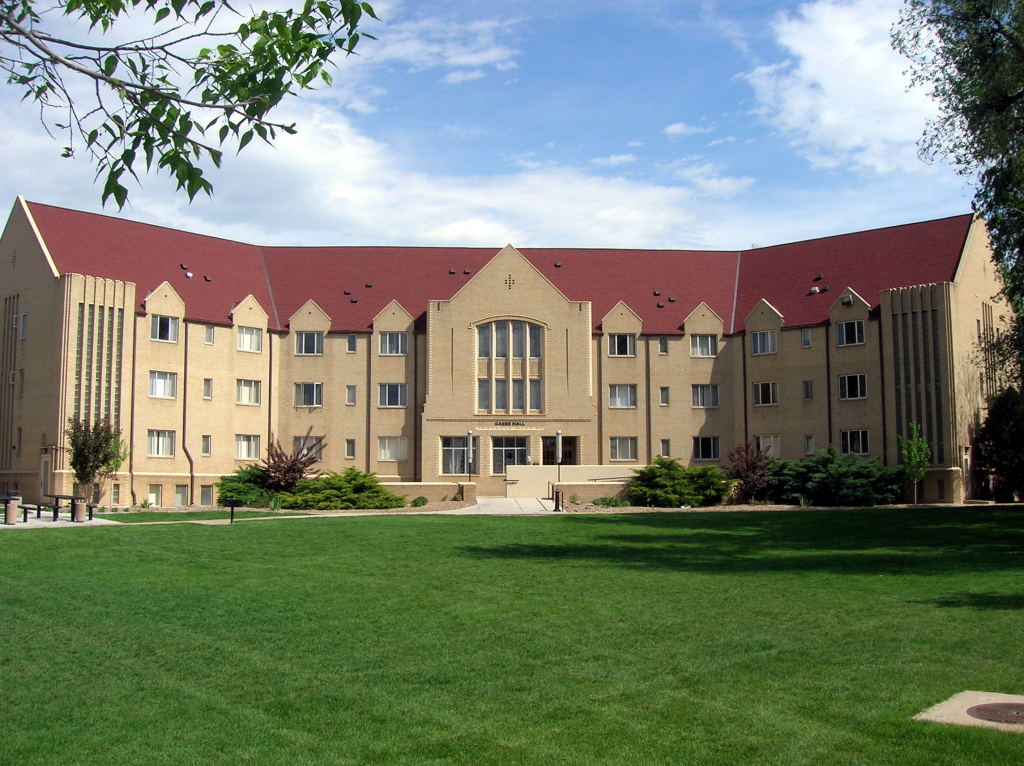

دانشگاه جانسون و ویلز (به انگلیسی: Johnson & Wales University) یک دانشگاه خصوصی، غیرانتفاعی، مختلط و حرفه‌ای است که مرکز آن (و در عین حال بزرگترین واحد آن) در «رودآیلند» قرار دارد.
ابتدا در سال ۱۹۱۴ مدرسه بازرگانی آن توسط «گرترود جانسون» و «مری ولز» تأسیس گردید.
در حال حاضر ۱۶٬۰۹۵ دانشجو در آن مشغول تحصیل می‌باشند.